# Die Katze im Taubenschlag (2008)
Die Katze im Taubenschlag (Originaltitel: Cat Among the Pigeons) ist eine Langfolge aus der elften Staffel der britischen Fernsehserie Agatha Christie’s Poirot aus dem Jahr 2008 von James Kent. Es handelt sich um eine Verfilmung des gleichnamigen Romans von Agatha Christie aus dem Jahr 1959.

## Handlung
Das renommierte englische Mädchenpensionat Meadowbank ist Schauplatz dieser Poirot-Geschichte. Adlige Mädchen, Töchter aus reichen Familien und eine ausländische Prinzessin aus dem Nahen Osten  werden hier auf ihre Zukunft vorbereitet. Poirot ist mit der Schulleiterin Miss Bulstrode befreundet und eingeladen, bei der Eröffnungsfeier zum neuen Schuljahr eine Rede zu halten. Nach der anschließenden Feier bittet Miss Bulstrode Poirot seine Fähigkeit zur Menschenbeobachtung dazu einzusetzen, in der Lehrerschaft eine Nachfolgerin für das Amt der Schulleiterin auszuwählen.
Poirot stimmt bereitwillig zu, ohne zu ahnen, dass in der darauffolgenden Nacht ein grausamer Mord geschehen wird. Die sadistische Sportlehrerin Grace Springer wird in der abseits gelegenen Turnhalle von einem Wurfspeer durchbohrt aufgefunden. Schnell ist klar, dass sich dieser Zwischenfall auf das Renommee des Internats auswirken wird. Zwar versucht Miss Bulstrode das Geschehene nicht an die Öffentlichkeit dringen zu lassen, aber nach einem Mordversuch, der Enttarnung eines MI5-Agenten und einem weiteren Mord an der Französischlehrerin Mademoiselle Blanche, lässt sich der Aderlass der Schülerschaft nicht mehr aufhalten. Nun ist es an Poirot, den Mörder zu überführen und so die Reputation der Schule wiederherzustellen.

## Drehorte
Hemel Hempstead School in Hertfordshire.
Das 1908 in Jakobinischer Architektur erstellte Joyce Grove Manor in Nettlebed, Oxfordshire, diente als Kulisse für Meadowbank. Meadow bedeutet „Wiese“ auf Englisch.

## Belege
1. ↑   Freigabebescheinigung für Die Katze im Taubenschlag. Freiwillige Selbstkontrolle der Filmwirtschaft, Juni 2013 (PDF; Prüfnummer: 139 319 V).